# Bettina von Schimmelmann
Bettina von Schimmelmann (* 1974 in Zürich als Bettina Jutta Beatrice Freifrau von Schimmelmann) ist eine deutsch-schweizerische Fernsehmoderatorin.

## Biografie
Nach dem Abitur und der Gesellenprüfung zur Damenschneiderin in Wald absolvierte sie ein Praktikum und 1995 ein Volontariat bei der damaligen Kirch-Gruppe in München, bevor sie ihre erste Anstellung als Redakteurin bei Kirch im Mittagsmagazin SAM erhielt.
Von 1998 an bekleidete sie eine selbstständige Tätigkeit als Reporterin und Producerin in den Vereinigten Staaten. Im Jahre 2011 zog sie nach München und erhielt ihre eigene Sendung („Bettinas Hollywood“) bei Tele 5. Von 2013 bis 2015 war sie Society-Expertin in der Sendung Guten Morgen Deutschland bei RTL.
Schimmelmann ist verheiratet und Mutter einer Tochter (* 2017).